# 兗州刺史部
兖州刺史部，是漢朝十三州刺史部之一，州治在昌邑縣（今山東省金鄉縣以北，而並非山東省昌邑市）。漢代州域範圍大致是今日的山東省西南部、河南省東部及江蘇省西北角。

## 名稱由來
「兗州」一詞的出現始於春秋以後，與沇水的流域有關。春秋戰國時期，百家爭鳴，著書立說，把禹時的九州冠以稱謂，兗州即其一。「兗」古作「沇」，《史記·夏本紀》「兗州」作「沇州」。《尚書·禹貢》載：「濟、河惟兗州。」《爾雅·釋地》載：「濟、河間曰兗州。」《周禮·夏官·職方氏》載：「河東曰兗州。」《太康地記》曰：「辨其履信，稟貞正之意也。其地東南據濟，西北距河。」這些古書中的濟為濟水，亦應為沇水。因此，濟水與黃河之間應為古兗州的區域範圍。

## 西漢兗州刺史部
西漢時，領東郡、濟陰郡、陳留郡、淮陽國、山陽郡、東平國、泰山郡、城陽國8個郡國。

## 東漢兗州刺史部
東漢時，領東郡、濟陰郡、陳留郡、任城國、山陽郡、東平國、泰山郡、濟北國8個郡國。

## 兗州刺史
- 郑某（汉昭帝、汉宣帝时）
- 浩赏（汉元帝建昭五年、前34年）
- 何武（汉成帝永始年间）
- 蒋诩（汉平帝时）
- 鲍永（汉光武帝建武十五年至十八年、39年—42年）
- 温益（汉光武帝建武年间）
- 张禹（汉章帝元和二年至三年、85年—86年）
- 李恂（汉章帝末年）
- 王焕（汉和帝时）
- 过翔（汉顺帝永建年间）
- 鲍就（汉顺帝永建二年、127年）
- 张辽（汉顺帝初年）
- 王诲（汉顺帝阳嘉三年、134年）
- 杨秉（汉顺帝中叶）
- 郭遵（汉顺帝汉安元年、142年）
- 第五元（汉顺帝、汉桓帝时）
- 班孟坚（汉灵帝初）
- 牵灏（汉桓帝延熹四年、161年）
- 第五种（汉桓帝延熹初年）
- 杨叔恭（汉灵帝建宁四年、171年）
- 薛季像（汉灵帝熹平四年、175年）
- 桥瑁（汉灵帝末）
- 刘岱（汉献帝初平元年至三年、190年—192年）
- 单经（汉献帝初平年间，公孙瓒任命）
- 曹操（汉献帝初平三年之后、192年）
- 司马朗（汉献帝建安二十二年之前、217年）
- 裴潜（汉献帝建安二十四年、219年）
- 寿良（汉末）[1]

## 註解
1. ↑  九州即冀州、兗州、青州、徐州、揚州、荊州、豫州、幽州、雍州。
2. ↑   註:

### 出處
1. ↑  《釋名》云：「取兗水為名。」
2. ↑   參:

### 書籍
- 司馬遷，《史記》，維基文庫
- 班固，《漢書》，維基文庫
- 范曄，《後漢書》，維基文庫
- 司馬彪，《續漢志》，維基文庫
- 陳壽，《三國志》，維基文庫
- 吳增僅，《三國郡縣表》，上海：開明書局，1937
- 葛劍雄，《西漢人口地理》北京：人民出版社，1986年
- 周振鶴，《西漢政區地理》，北京：人民出版社，1987年
- 周振鶴，《漢書地理志匯釋》，安徽：安徽教育出版社，2006年
- 孔祥軍，《三國政區地理研究》，南京：南京大學歷史系，2007年
- 后曉榮，《秦代政區地理》，北京：社會科學文獻出版社，2009年

### 地圖
- 譚其驤，《中國歷史地圖集》，1991年，曉園出版社。ISBN：9571201987
- Google地圖[]